# Dori (Tolkien)
Dori is een personage uit het boek De Hobbit van J.R.R. Tolkien.
Dori is een van de twaalf Dwergen die Thorin Eikenschild vergezellen op zijn expeditie naar de Eenzame Berg, waar de Draak Smaug een Dwergenschat heeft verworven en de omgeving terroriseert. Ori en Nori zijn de metgezellen met wie hij het meest optrekt.Na de dood van Smaug helpt hij mee met de wederopbouw van het Koninkrijk onder de berg Erebor. Na de expeditie zwoer hij trouw aan Koning Dáin IJzervoet en vestigde hij zich in Erebor.
Dwergen: Balin · Bifur · Bofur · Bombur · Dori · Dwalin · Fíli · Glóin · Kíli · Nori · Óin · Ori · Thorin Eikenschild
Bilbo Balings, een hobbit · Gandalf, een tovenaar